# Charrue ferroviaire

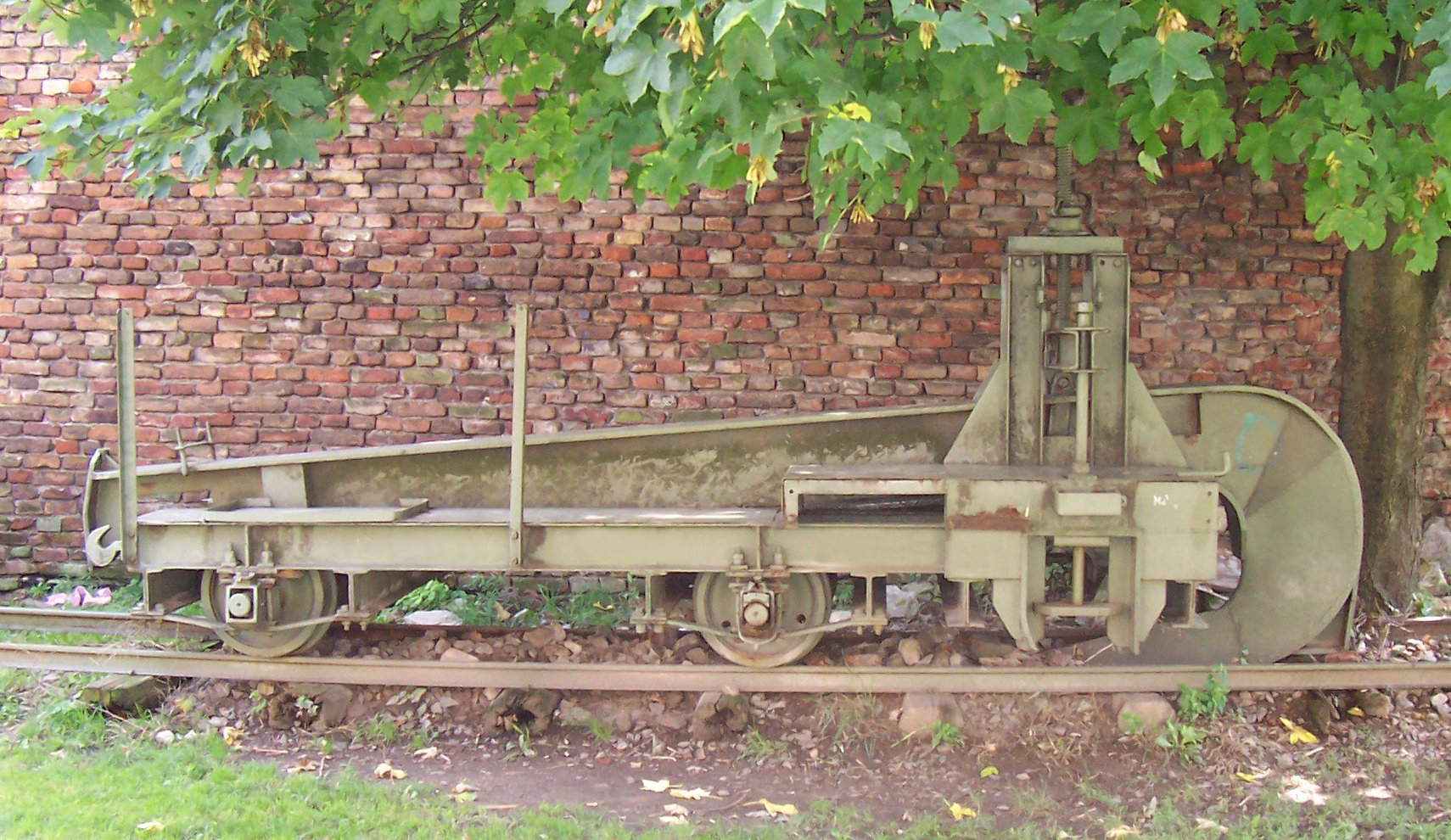
Charrue ferroviaire exposée au Musée militaire de Belgrade. Le crochet peut être relevé pour le transport ou abaissé pour la destruction des traverses.

Une charrue ferroviaire est un véhicule ferroviaire qui supporte une charrue en forme de crochet.
destinée à détruire les traverses de chemin de fer. Elle est utilisée en temps de guerre, dans le cadre d'une politique de la terre brûlée, afin que la voie devienne inutilisable pour l'ennemi.

## Utilisation
Lorsqu'une voie doit être détruite, la charrue, tirée par une locomotive, est abaissée pour détruire les traverses, ce qui force les rails en acier à se désaligner, rendant la ligne impraticable pour les véhicules ferroviaires ultérieurs.

## Historique

### Apparition

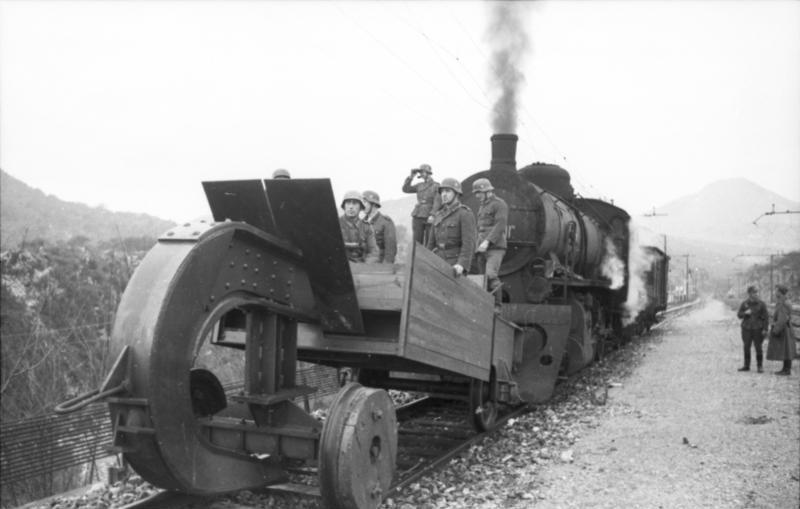
Charrue ferroviaire allemande en Italie (1944)

Un dispositif similaire, qui arrachait le rail des traverses, avait été utilisé par les troupes ferroviaires de l'armée impériale russe pendant la Première Guerre mondiale, lors de leur retraite de Galicie et de Pologne.[réf. nécessaire]

### Seconde Guerre mondiale
L'armée tchécoslovaque utilise des charrues ferroviaires durant l'invasion de la Tchécoslovaquie en 1938.
La  Wehrmacht allemande l'utilisera également lors de ses replis vers le nord à travers l'Italie et vers l'ouest depuis le front de l'Est.

### Patrimoine ferroviaire
Une réplique d'une charrue ferroviaire allemande est exposée au Parc de la Victoire sur la colline Poklonnaya à Moscou.
| Emplacement                            | Image | Description |
| -------------------------------------- | ----- | --- |
| Musée historique de Bosnie-Herzégovine |       | Une charrue est exposée devant le musée. |
| Inconnu                                |       | Un exemplaire allemand capturé pendant la Seconde Guerre mondiale a été conservé au chemin de fer militaire de Longmoor. Il se peut que celui-ci ait depuis été confié aux soins du National Army Museum du Royaume-Uni.[réf. nécessaire] |